# Jeremy Brett
| Jeremy Brett                              | Jeremy Brett                              |
| Kattints az alábbi külső linkek egyikére! | Kattints az alábbi külső linkek egyikére! |
| ----------------------------------------- | ----------------------------------------- |
| Nem található szabad kép.(?)              |                                           |
| külső link · jogvédett                    | Sherlock Holmes szerepében                |

Jeremy Brett, eredetileg Peter Jeremy William Huggins, (Berkswell, 1933. november 3. – London, 1995. szeptember 12.) angol színész. Örök ismertséget a Granada Television 1984 és 1994 között forgatott Sherlock Holmes kalandjai című sorozatban szerzett, de már egész fiatalon is szerepelt olyan filmekben, mint az 1964-es Warner Bros. féle My Fair Lady-ben. Több mint negyvenéves karrierje során feltűnt Bassanio, Robert Browning, Che Guevara, Drakula és Sherlock Holmes szerepében is. Színházban alakította Sherlock Holmest, Hamletet és szerepelt a Macbethben is.

## Gyermek- és ifjúkora
Peter Jeremy William Huggins néven született 1933. november 3-án, az angliai Berkswellben, Henry William Huggins és Elizabeth Edith Cadbury Huggins negyedik gyermekeként. Az Eton College-ben tanult, ahol kiemelkedő énektehetségének hála bekerült a diákkórusba. 
Ifjúkorában egy 1758-ban alapított íjásztársaság, a Woodmen of Arden tagja volt. Érdeklődési területei közé tartozott a lovaglás is.
Édesapja nem tartotta nagyra a színészmesterséget és gyakran korholta érte Jeremyt, féltve a családi név becsületét. Peter Jeremy William Huggins ezért döntött úgy, hogy új nevet vesz fel. Első öltönyét egy Brett nevű szabó készítette, ezért választotta ezt a művésznevet. Mikor édesapja tapasztalta, hogy fia meg tud élni szakmájából, és ismert ember lett, arra kérte, vegye vissza családnevét, de Jeremy ragaszkodott az általa megalkotott művésznévhez. (Fia, David azonban születésétől a Huggins nevet viseli.) Érdekesség, hogy Brett utolsó filmjében, a Moll Flandersben, egy sértett apát játszott.
1959-ben, mikor Hamletet is alakította, édesanyja tragikusan meghalt egy autóbalesetben. Brett egész életére és színészi játékára is kihatott a veszteség. Későbbi nyilatkozatában hozzátette: azért is volt nagyon dühös és elkeseredett, mert a fia akkor még csak három hónapos volt, így sose találkozhatott igazán nagyanyjával.

## Színészi pályafutása
Brett 1951 és 1954 között a londoni Central School of Speech and Drama színi iskolába járt. Itt többek között Elsie Fogerty-díjat és William Poel-emlékdíjat nyert. Iskolai évei alatt játszotta első filmszerepét a Svengali című filmben, egy francia művésznövendéket játszott, bár neve nem szerepel a szereplők listájában. Hivatalos színi debütálása az Amphitron 38 című darabban volt 1954-ben, a manchesteri Library Theatreben. Londonban először 1956-ban lépett fel, az Old Vic társulat tagjaként. Első szerepe Patroclus volt Troilus és Cressidában. Hosszú ideig klasszikus szerepeket játszott, köztük sok shakespeare-i szereplőt, eleinte az Old Vic társulattal, később a Királyi Nemzeti Színházzal. 1957-ben a londoni Aldwych Színházban lépett fel a Meet Me By Moonlight című darabban. A televíziók képernyőin már 1954-ben megjelent.
Amikor Sean Connery kiszállt a sorozatból, Harry Saltzman és Albert R. Broccoli felvetette, hogy Brett játssza James Bondot az Őfelsége titkosszolgálatában című filmben, a szerepet azonban George Lazenby kapta. Egy második 007-es meghallgatás is sikertelenül zárult, amikor is az Élni és élni hagyni Bondja Roger Moore lett.
Az 1960-as évektől Brett ritkán hiányzott a brit televíziók képernyőjéről. Bár filmszerepei nem lettek különösebben híresek, ő játszotta az 1964-es nagy sikerű filmben, a My Fair Ladyben Freddie Eynsford-Hill szerepét. Sok sorozatban kapott szerepet, kiemelkedő ezek közül d’Artagnan alakítása A három testőr 1966-os feldolgozásában. Az énekhangját ugyan más kölcsönözte, énektudását bizonyíthatta később Danilo szerepében A víg özvegyben, melyet a brit televízió mutatott be 1968-ban. Alkalmanként játszott vidám darabokban, de többnyire klasszikusokat, mint például A riválisok Abszolút Kapitányát. 1969-ben Che Guereva szerepét játszotta el. 1973-ban egy televíziós adaptációban Bassaniót alakította William Shakespeare A velencei kalmárjában, amelyben Laurence Olivier játszotta Shylockot és Joan Plowright Portiát (a darab színházi változatát ugyanebben a szereposztásban játszották a londoni Nemzeti Színházban). 1978-ban a Drakulában szerepelt. A nagy sikerű broadwayi színdarabot bemutatták Denverben, Los Angelesben, San Diegóban, San Franciscóban és Chicagóban. Brett sokszor viccelt azon, hogy színészként nehezen juthat be a 20. századba, a jelenbe pedig talán soha.
Brett beszédhibával született, emiatt nem tudta pontosan ejteni az „r” hangot. Gyermekkorában sebészi segítség, később pedig folyamatos gyakorlás segítette a pontos kiejtés elsajátításában. Évekkel később bevallotta, hogy naponta gyakorolta a kiejtést, akár dolgozott, akár nem.
40 éves pályafutása alatt a legemlékezetesebb Sherlock Holmes szerepének megformálása, mely a Granada Television 1984 és 1994 között készített sorozata Arthur Conan Doyle történetei nyomán, John Hawkesworth és más írók adaptációjából.
Bár félt a beskatulyázástól, Brett mégis 41 részt készített el a csatornánál. Miután megkapta a különleges kihívást tartogató szerepet, kevés más szerepben jelent meg a közönség előtt, ezért is lehetett ennek a korszaknak ő a Sherlock Holmesa, csakúgy, mint Basil Rathbone volt az 1940-es éveknek. Érdekes módon Brett Dr. Watsont is alakította Charlton Heston mellett az 1980-as Vérkeresztség Los Angeles-i színpadi adaptációjában. Jeremy Brett eme szerep által lett annak a rangos hármasnak egyike, akik mind Holmest, mind Watsont eljátszották (a másik két színész Reginald Owen és Patrick Macnee).
A tévétársaság 1982 februárjában kereste fel Brettet, hogy szeretnének egy autentikus, korhű feldolgozást készíteni a legjobb történetekből. Ennek megfelelően, a híres detektív szerepét nagy odaadással és pontossággal alakította, minden részletre odafigyelt és próbálta minél hűbben visszaadni a könyvbéli karaktert. Színésztársai megerősítették, hogy minden forgatáson ott voltak nála a Doyle által írt kötetek és kifejezetten odafigyelt a forgatókönyv és az író szavai közötti különbségekre.
Színésztársa Watsonként az első két évadban David Burke volt, majd miután ő csatlakozott a Royal Shakespeare Company-hoz, szerepét Edward Hardwicke vette át, a következő majdnem 8 évre.

## Betegsége és halála
Brett bipoláris zavarban szenvedett, amelyet mániás depressziónak is ismerünk. Sokan vélik úgy, hogy a halálát okozó szívroham kiváltásában is szerepük lehetett a a kedélyjavító tablettáknak, amikkel (félre) kezelték.
Magánéleti veszteségei nagyban hozzájárultak pszichés állapotának romlásához.
Egy időre abbahagyta a Holmes filmek forgatását. Amikor 1986-ban visszatért, a szoros határidők és a filmezéssel járó stressz sokat rontott az állapotán. Teljes mániás depressziós krízisen esett át és kórházba került. Élete utolsó tíz évében többször esett át kórházi kezelésen mentális problémái miatt, és egészsége, külseje látható változásokon ment át a Sherlock Holmes sorozat befejező epizódjai felé közeledve. Betegsége azonban nem tartotta vissza, szinte ingázott a forgatási helyszín és a kórházi kezelések között.
A tervek készen voltak további Holmes filmek készítésére, de Brettet a szíve elvitte londoni otthonában, mielőtt a terv megvalósulhatott volna. Szíve károsodott egy gyermekkori reumás láz következtében, és az erős dohányzás miatt tovább gyengült élete során. Egy interjúban Edward Hardwicke állította, hogy Brett 60 cigarettát vásárolt a forgatásra menet, és a munka alatt mindet el is szívta. Miután szívproblémáját az orvosok megállapították, kis időre felhagyott a dohányzással, majd halála előtt kevéssel újra kezdte. 1995. szeptember 12-én hunyt el, 61 éves volt.

## Magánélete
1958-ban Brett feleségül vette Anna Massey színésznőt (Raymond Massey lányát), de 1962. november 22-én elváltak, mivel Brett elhagyta feleségét egy másik férfi miatt. Az igazsághoz hozzá tartozik, hogy ekkor már külön éltek és kapcsolatuk erősen megromlott. Brett felesége határozatlan volt, világéletében nagyon függött szüleitől. Mikor megismerkedtek Massey még szüleivel élt. Brett jót akarván biztatni kezdte, hogy költözzön el és ha nem is vele, hanem egyedül, de legyen saját lakása, kezdjen végre önálló életet. Házasságukat a szülők nem nézték jó szemmel. Brett hiába küzdött, felesége sosem tudott kilépni szülei árnyékából és válásuk után is hozzájuk költözött vissza. Fiuk, David Huggins, aki 1959-ben született, jelenleg sikeres brit rajzfilmes, illusztrátor és novellista. Évekkel később, 1978-ban, Brett és Massey együtt jelent meg a BBC által feldolgozott Rebecca adaptációjában, ahol Brett a megszállott Max de Winter, Massey a házvezetőnő, Mrs. Danvers szerepében jeleskedett. (David Huggins szintén megjelent a filmben). Massey később megírta Brettel való szerelmük történetét, amiben magát hibáztatta, hogy félelmei és szülei elnyomásának való engedése tette tönkre kapcsolatukat. Azt írta Brett jó férj volt, melegszívű ember és jó apa. Jeremy a válás után is örömmel törődött fiával. 
Brett biszexuális volt, válása után sokáig Gary Bond színész partnere volt. 1977-ben Brett elvette feleségül Joan Wilson producert, aki mellett boldognak érezte magát. Joan 1985-ben rákban elhunyt. Bár akkor forgatta a Sherlock Holmest, neje halálos ágyánál rengeteg időt töltött, ha a munka elszólította Joan engedélyét kérte, és mélyen megviselte elvesztése. Ez is sokat hozzáadott Brett testi és lelki egészségének gyengüléséhez. 
Nem házasodott meg többet, rengeteg erőt és energiát fektetett Holmes eljátszásába. Olyan hitelesen alakította tv-ben és színházban egyaránt, hogy az emberek utcán vagy rendezvényeken is elvárták a nagy nyomozó alakítását tőle. Mikor Edward Hardwicke-kal megtudta, hogy Sherlock figurája a fiatalok körében is népszerű, mindketten ragaszkodtak hozzá Holmes tegye le a drogokat, ne mutasson rossz példát a droghasználattal. Így az Ördög Lábnyoma című részben Sherlock az eredeti Doyle regénytől eltérően végleg hátat fordít káros szenvedélyének.
Élete utolsó éveiben élettársa Linda Pritchard szerelme javított depresszióján, de Joan elvesztését sohasem heverte ki, erős antidepresszánsokon élt. Linda tiszteletben tartotta a színész Joan iránti mély gyászát. Egyszer például együtt futottak olyan rendezvényen, mely a futással rák elleni küzdelemre hívta fel a figyelmet. Mindenki könnyű rövidnadrágokban, polókban szaladt, de Brett Holmesnak öltözve, kabátjában és sapkájában, bottal a kezében loholt, hogy a névjegyévé vált figurával népszerűsítse a jó ügyet. Holmes figurája nagy hatással volt Jeremyre, valamint ez hozta meg igazi hírnevét. Mondhatni az emberek állandó érdeklődése miatt sem tudott soha szabadulni tőle; Brett egyik levelében azt írta Hardwicke-nek, úgy érzi beleőrült a zseniális detektív karakterébe. Brett jó viszonyban volt unokatestvérének fiával, Martin Clunes színésszel. 1989-ben Jeremy megkapta munkája elismeréseként a BAFTA (Brit Film Akadémia) díját. Sajnos a szedett kedélyjavító gyógyszerek mellékhatásaként teste felpuffadt (ezt az utolsó Sherlock részeknél látható is). Akkor sem hagyta abba a forgatást, amikor mellkasából már szívták le a vizet az orvosok.
Jeremy Brett utolsó szerepe posztumusz, a Moll Flandersben. A művész apja a főszerepben Robin Wright. Ez az amerikai film 1996-ban került a mozikba, közel egy évvel Brett halálát követően.
Stephen Fry így nyilatkozott Brettről:
"I have no doubt that few performances in the history of television drama were as perfect, passionate, exquisitely realised and definitively delivered as that of Jeremy Brett’s extraordinary Sherlock Holmes" - Stephen Fry
"Nincs kétségem afelől, hogy a televíziós dráma történelmében kevés előadás volt olyan tökéletes, szenvedélyes, kiválóan megvalósított és határozottan kézbesített, mint Jeremy Brett rendkívüli Sherlock Holmesa" - Stephen Fry